# Ma Ning (athlétisme)
Pour les articles homonymes, voir Ma Ning.
Ma Ning (née le 4 novembre 1983) est une athlète chinoise spécialiste du lancer du javelot. 

## Carrière
Ma Ning est double championne d’Asie au lancer du javelot en 2002 et 2003.
En 2006, aux Jeux asiatiques, Ma Ning termine deuxième, devancée par la Thaïlandaise Buoban Pamang.

### Palmarès
| Année | Compétition             | Lieu    | Résultat | Performance |
| ----- | ----------------------- | ------- | -------- | ----------- |
| 2002  | Championnats d'Asie     | Colombo | 1re      | 57,15 m     |
| 2003  | Championnats d'Asie     | Manille | 1re      | 57,05 m     |
| 2004  | Jeux olympiques         | Athènes | 18e      | 59,80 m     |
| 2005  | Universiade             | Izmir   | 2e       | 59,18 m     |
| 2005  | Jeux de l'Asie de l'Est | Macao   | 1re      | 61,95 m     |
| 2006  | Jeux asiatiques         | Doha    | 2e       | 57,53 m     |

### Records
| Épreuve           | Performance | Lieu         | Date        |
| ----------------- | ----------- | ------------ | ----------- |
| Lancer du javelot | 62,38 m     | Shijiazhuang | 6 juin 2003 |